# Guennadi Sarafanov
Pour les articles homonymes, voir Sarafanov.
Guennadi Vassilievitch Sarafanov (en russe : Геннадий Васильевич Сарафанов) est un cosmonaute soviétique, né le 1er janvier 1942 et décédé le 29 septembre 2005.

## Vols réalisés
Il réalisa un unique vol à bord de Soyouz 15, le 26 août 1974, en direction de Saliout 3. Le véhicule ne parvint pas à s'amarrer à la station et revint sur Terre le 28 août 1974.